# Renata Włoch
Renata Włoch – polska socjolożka, doktorka habilitowana nauk społecznych, profesorka uczelni na  Uniwersytecie Warszawskim, Dyrektorka Naukowa Digital Economy Lab (DELab UW).

## Życiorys
W 2003 roku ukończyła studia magisterskie w zakresie stosunków międzynarodowych na Wydziale Dziennikarstwa i Nauk Politycznych UW (obecnie Wydział Nauk Politycznych i Studiów Międzynarodowych UW).
W 2004 roku ukończyła studia socjologiczne w Instytucie Socjologii Uniwersytetu Warszawskiego (obecnie Wydział Socjologii UW).
30 września 2008 roku obroniła pracę doktorską pt. Polityka integracji muzułmanów we Francji i Wielkiej Brytanii, a 28 lutego 2017 roku habilitowała się na podstawie rozprawy zatytułowanej Globalizacja, jej aktorzy i wielkie imprezy sportowe.
Od 2020 r. awansowała na stanowisko profesorki uczelni na Uniwersytecie Warszawskim. Jest członkinią Rady Naukowej Dyscypliny Nauki Socjologiczne Uniwersytetu Warszawskiego.